# غلين أندرسن
غلين أندرسن (بالنرويجية البوكمول: Glenn Andersen)‏ (5 أبريل 1980 بآرندال في النرويج - ) هو لاعب كرة قدم نرويجي في مركز الدفاع. لعب مع نادي ستارت ونادي سترومسغودست وFK Eik Tønsberg ‏ وأورن هورتن ‏ وFK Jerv ‏.

## وصلات خارجية
- غلين أندرسن على موقع قاعدة بيانات كرة القدم.إي يو (الإنجليزية)
- غلين أندرسن على موقع Soccerway.com (الإنجليزية)